# Robert Douglas, 12. Earl of Morton

Wappen der Earls of Morton

Robert Douglas, 12. Earl of Morton (* vor 1661; † 22. Januar 1730) war ein britischer Peer und Politiker aus dem schottischen Adelsgeschlecht Douglas.

## Earl of Morton
Er war der dritte Sohn von James Douglas, 10. Earl of Morton († 1686) und dessen Frau Anne Hay. 1715 folgte er seinem Bruder James Douglas, 11. Earl of Morton in der Earlswürde. Wie dieser starb er unverheiratet, sodass 1730 sein jüngerer Bruder George Douglas (1662–1738), Vater des schottisch-britischen Gelehrten James Douglas, ihm als 13. Earl of Morton nachfolgte.
1725 erwarb Robert Douglas das Herrenhaus Aberdour House in Aberdour, welches Aberdour Castle und Loch Leven Castle als Stammsitz der Earls of Morton ablöste und das Zeitalter der Burgen im Douglas-Clan beendete.

## Politik
Durch den Einfluss seines älteren Bruders James gelang es Robert, sich 1709 als Abgeordneter für das Borough Wick ins britische House of Commons wählen zu lassen. Er hatte dieses Mandat bis 1710 inne.
Im Parlament gehörten er und sein Bruder zu den Unterstützern der Court Party unter der Führung des Duke of Queensberry. Der persönliche Schwerpunkt ihrer politischen Arbeit lag jedoch in der Wahrung oder Durchsetzung der traditionellen Ansprüche der Earls of Morton auf die Orkneys und Shetlands. Darüber hinaus blieb das politische Engagement und der Einfluss von Robert Douglas auch nach Übernahme der Earlswürde 1715 eher gering.